# Ellyes Skhiri
Ellyes Skhiri, né le 10 mai 1995 à Lunel en France, est un footballeur international tunisien qui évolue au poste de milieu défensif à l'Eintracht Francfort.

## Biographie

### En club

#### Montpellier HSC
Ellyes Skhiri découvre le football à l'âge de quatre ans dans le club de sa ville natale, le Gallia Club Lunel. Adolescent, il rejoint le centre de formation du Montpellier HSC. Le jour de ses vingt ans, le 10 mai 2015, il joue son premier match en Ligue 1 contre le Racing Club de Lens. En juin 2015, il paraphe un contrat professionnel de trois ans avec le club montpelliérain.
Le 27 février 2016, il inscrit son premier but en Ligue 1, lors de la réception du LOSC Lille (victoire 3-0).
Lors de la saison 2018-2019, il est avec Daniel Congré l'un des deux délégués syndicaux de l'UNFP au sein du Montpellier HSC.

#### FC Cologne
Le 29 juillet 2019, il est recruté par le FC Cologne où il signe un contrat courant jusqu'en juin 2023. Le club vient juste d'être promu en Bundesliga. Il inscrit son premier but pour Cologne le 31 août, lors d'une rencontre de championnat contre le SC Fribourg ; son but en toute fin de match permet aux siens de remporter le match (1-2 score final).

#### Eintracht Francfort
Le 5 juillet 2023, à l'issue de son contrat avec le FC Cologne, il signe pour trois ans à l'Eintracht Francfort, un autre club de Bundesliga. Il y joue notamment les qualifications en Ligue Conférence de l'UEFA, où il marque son premier but pour le club lors du match retour contre Levski Sofia le 31 août (victoire 2-0, score final 3-1).

### En sélection
En mars 2015, Ellyes Skhiri est convoqué par le sélectionneur tunisien Maher Kanzari pour participer au rassemblement de la sélection des moins de 23 ans en vue de préparer les éliminatoires des Jeux olympiques de 2016.
Il reçoit sa première sélection en équipe de Tunisie le 23 mars 2018, en amical contre l'Iran (victoire 1-0). Il est ensuite convoqué par le sélectionneur Nabil Maâloul afin de participer à la coupe du monde 2018 organisée en Russie. Il joue trois matchs lors de ce mondial, la Tunisie enregistrant une victoire face au Panama. L'année suivante, Mouez Hassen dispute sa première compétition continentale lors de la coupe d'Afrique des nations 2019.
Il dispute également la coupe d'Afrique des nations 2021 au Cameroun. Le 14 novembre 2022, il est sélectionné par Jalel Kadri pour participer à la coupe du monde 2022. En décembre 2023, il est retenu dans la liste des 27 joueurs tunisiens sélectionnés par Kadri pour disputer la coupe d'Afrique des nations 2023.

### Distinctions individuelles
- Joueur interclub du mois en septembre 2021[13]
- Membre de l'équipe type de la Bundesliga 2021-2022[14]